# Capo dell'Armi
Capo dell'Armi este o arie protejată (arie specială de conservare — SAC, sit de importanță comunitară — SCI) din Italia întinsă pe o suprafață de 69 ha, integral pe uscat.

## Localizare
Centrul sitului Capo dell'Armi este situat la coordonatele 37°57′20″N 15°40′56″E / 37.955556°N 15.682222°E.

## Înființare
Situl Capo dell'Armi a fost declarat sit de importanță comunitară în septembrie 1995 pentru a proteja 1 specie de plante și 2 specii de animale. Situl a fost protejat și ca arie specială de conservare în iunie 2017.

## Biodiversitate
Situată în ecoregiunea mediteraneană, aria protejată conține 5 habitate naturale: Pseudostepă cu ierburi și specii anuale de Thero-Brachypodietea, Pante stâncoase calcaroase cu vegetație casmofită, Tufărișuri termo-mediteraneene și de pre-deșert, Tufărișuri halo-nitrofile (Pegano-Salsoletea), Vegetație anuală la limita mareei.
La baza desemnării sitului se află mai multe specii protejate:
- plante (1): Stipa austroitalica
- păsări (1): șoim călător (Falco peregrinus)
- reptile (1): Caretta caretta

Pe lângă speciile protejate, pe teritoriul sitului au mai fost identificate 11 specii de plante, 2 specii de reptile.